# Grallaria blakei
Grallaria blakei là một loài chim trong họ Grallariidae.